# Liga a II-a 2021-2022
Liga a II-a 2021-2022 a fost cel de-al 82-lea sezon al Ligii a II-a, a doua divizie a sistemului de fotbal românesc. Sezonul a început pe 31 iulie 2021, și s-a terminat pe 21 mai 2022.

## Echipe

### Schimbări la echipe
| Promovate din Liga a III-a - Steaua București (debut) - Dacia Unirea Brăila (după 2 ani de absență) - Corona Brașov (după 9 ani de absență) - Viitorul Șelimbăr (debut) - Unirea Dej (după 14 ani de absență) Retrogradate din Liga I - Astra Giurgiu (după 12 ani de absență) - Politehnica Iași (după 9 ani de absență) - Hermannstadt (după 3 ani de absență) | Retrogradate în Liga a III-a - Comuna Recea (după 1 an de participare) - CSM Reșița (după 2 ani de participare) - Slatina (după 1 an de participare) - Pandurii Târgu Jiu (după 4 ani de participare) - Aerostar Bacău (după 1 an de participare) - Turris Turnu Măgurele (după 2 ani de participare) Promovate în Liga I - FC U Craiova (după 1 an de participare) - Rapid București (după 2 ani de participare) - Mioveni (după 9 ani de participare) |

#### Echipe redenumite și alte modificări
- ASU Poli Timișoara a devenit SSU Politehnica Timișoara.[2]
- SCM Gloria Buzău s-a redenumit ca FC Buzău.[3]
- Viitorul Șelimbăr s-a redenumit ca Clubul Sportiv Comunal 1599 Șelimbăr (CSC 1599 Șelimbăr).[4]
- Corona Brașov a fuzionat și apoi a fost absorbită de FC Brașov, club care a fost reformat ca o nouă entitate, dar cu brandul „FC Brașov”, după 4 ani de absență.[5]

#### Alte echipe
Pe 21 iunie 2021, Gheorghe Hagi, proprietar și fondator FC Viitorul Constanța, Gheorghe Popescu, președintele FC Viitorul, și Ciprian Marica, la acel moment proprietarul FC Farul Constanța, au anunțat într-o conferință de presă că echipele lor s-au „unit”. Însă, ulterior „fuziunea” celor două cluburi s-a dovedit a fi doar o mutare a brandului FC Farul, de la clubul din liga secundă la cel din liga I. Astfel clubul din Liga I, FC Viitorul Constanța, și-a schimbat numele în FCV Farul Constanța, în timp ce FC Farul Constanța, din liga a doua, și-a schimbat denumirea în FC Unirea Constanța.

### Stadioane
| SSU Politehnica Timișoara | Steaua București | Universitatea Cluj | Dacia Unirea Brăila |
| ------------------------- | --- | --- | ------------------- |
| Dan Păltinișanu           | Steaua | Cluj Arena | Municipal           |
| Capacitate: 32.972        | Capacitate: 31.254 | Capacitate: 30.201 | Capacitate: 20.154  |
|                           | | |                     |
| Petrolul Ploiești         | Buzău | Viitorul-Pandurii | Politehnica Iași    |
| Ilie Oană                 | Municipal | Tudor Vladimirescu | Emil Alexandrescu   |
| Capacitate: 15.073        | Capacitate: 13.400 | Capacitate: 12.518 | Capacitate: 11.390  |
|                           | | |                     |
| Dunărea Călărași          | BucureștiTimișoaraAstraConcordiaBrașovCsíkszeredaBrăilaDejDunăreaBuzăuHermannstadtPoli IașiPetrolulSloboziaȘelimbărViitorulUniversitateaFC Unirea ConstanțaEchipele din București: · Metaloglobus · SteauaEchipele din Timișoara: · Politehnica · RipensiaLiga a II-a 2021-2022 (România) PolitehnicaRipensia Locația echipelor din Timișoara. MetaloglobusSteaua Locația echipelor din București. | BucureștiTimișoaraAstraConcordiaBrașovCsíkszeredaBrăilaDejDunăreaBuzăuHermannstadtPoli IașiPetrolulSloboziaȘelimbărViitorulUniversitateaFC Unirea ConstanțaEchipele din București: · Metaloglobus · SteauaEchipele din Timișoara: · Politehnica · RipensiaLiga a II-a 2021-2022 (România) PolitehnicaRipensia Locația echipelor din Timișoara. MetaloglobusSteaua Locația echipelor din București. | Brașov              |
| Ion Comșa                 | BucureștiTimișoaraAstraConcordiaBrașovCsíkszeredaBrăilaDejDunăreaBuzăuHermannstadtPoli IașiPetrolulSloboziaȘelimbărViitorulUniversitateaFC Unirea ConstanțaEchipele din București: · Metaloglobus · SteauaEchipele din Timișoara: · Politehnica · RipensiaLiga a II-a 2021-2022 (România) PolitehnicaRipensia Locația echipelor din Timișoara. MetaloglobusSteaua Locația echipelor din București. | BucureștiTimișoaraAstraConcordiaBrașovCsíkszeredaBrăilaDejDunăreaBuzăuHermannstadtPoli IașiPetrolulSloboziaȘelimbărViitorulUniversitateaFC Unirea ConstanțaEchipele din București: · Metaloglobus · SteauaEchipele din Timișoara: · Politehnica · RipensiaLiga a II-a 2021-2022 (România) PolitehnicaRipensia Locația echipelor din Timișoara. MetaloglobusSteaua Locația echipelor din București. | Silviu Ploeșteanu   |
| Capacitate: 10.400        | BucureștiTimișoaraAstraConcordiaBrașovCsíkszeredaBrăilaDejDunăreaBuzăuHermannstadtPoli IașiPetrolulSloboziaȘelimbărViitorulUniversitateaFC Unirea ConstanțaEchipele din București: · Metaloglobus · SteauaEchipele din Timișoara: · Politehnica · RipensiaLiga a II-a 2021-2022 (România) PolitehnicaRipensia Locația echipelor din Timișoara. MetaloglobusSteaua Locația echipelor din București. | BucureștiTimișoaraAstraConcordiaBrașovCsíkszeredaBrăilaDejDunăreaBuzăuHermannstadtPoli IașiPetrolulSloboziaȘelimbărViitorulUniversitateaFC Unirea ConstanțaEchipele din București: · Metaloglobus · SteauaEchipele din Timișoara: · Politehnica · RipensiaLiga a II-a 2021-2022 (România) PolitehnicaRipensia Locația echipelor din Timișoara. MetaloglobusSteaua Locația echipelor din București. | Capacitate: 8.800   |
|                           | BucureștiTimișoaraAstraConcordiaBrașovCsíkszeredaBrăilaDejDunăreaBuzăuHermannstadtPoli IașiPetrolulSloboziaȘelimbărViitorulUniversitateaFC Unirea ConstanțaEchipele din București: · Metaloglobus · SteauaEchipele din Timișoara: · Politehnica · RipensiaLiga a II-a 2021-2022 (România) PolitehnicaRipensia Locația echipelor din Timișoara. MetaloglobusSteaua Locația echipelor din București. | BucureștiTimișoaraAstraConcordiaBrașovCsíkszeredaBrăilaDejDunăreaBuzăuHermannstadtPoli IașiPetrolulSloboziaȘelimbărViitorulUniversitateaFC Unirea ConstanțaEchipele din București: · Metaloglobus · SteauaEchipele din Timișoara: · Politehnica · RipensiaLiga a II-a 2021-2022 (România) PolitehnicaRipensia Locația echipelor din Timișoara. MetaloglobusSteaua Locația echipelor din București. |                     |
| Astra Giurgiu             | BucureștiTimișoaraAstraConcordiaBrașovCsíkszeredaBrăilaDejDunăreaBuzăuHermannstadtPoli IașiPetrolulSloboziaȘelimbărViitorulUniversitateaFC Unirea ConstanțaEchipele din București: · Metaloglobus · SteauaEchipele din Timișoara: · Politehnica · RipensiaLiga a II-a 2021-2022 (România) PolitehnicaRipensia Locația echipelor din Timișoara. MetaloglobusSteaua Locația echipelor din București. | BucureștiTimișoaraAstraConcordiaBrașovCsíkszeredaBrăilaDejDunăreaBuzăuHermannstadtPoli IașiPetrolulSloboziaȘelimbărViitorulUniversitateaFC Unirea ConstanțaEchipele din București: · Metaloglobus · SteauaEchipele din Timișoara: · Politehnica · RipensiaLiga a II-a 2021-2022 (România) PolitehnicaRipensia Locația echipelor din Timișoara. MetaloglobusSteaua Locația echipelor din București. | Unirea Dej          |
| Marin Anastasovici        | BucureștiTimișoaraAstraConcordiaBrașovCsíkszeredaBrăilaDejDunăreaBuzăuHermannstadtPoli IașiPetrolulSloboziaȘelimbărViitorulUniversitateaFC Unirea ConstanțaEchipele din București: · Metaloglobus · SteauaEchipele din Timișoara: · Politehnica · RipensiaLiga a II-a 2021-2022 (România) PolitehnicaRipensia Locația echipelor din Timișoara. MetaloglobusSteaua Locația echipelor din București. | BucureștiTimișoaraAstraConcordiaBrașovCsíkszeredaBrăilaDejDunăreaBuzăuHermannstadtPoli IașiPetrolulSloboziaȘelimbărViitorulUniversitateaFC Unirea ConstanțaEchipele din București: · Metaloglobus · SteauaEchipele din Timișoara: · Politehnica · RipensiaLiga a II-a 2021-2022 (România) PolitehnicaRipensia Locația echipelor din Timișoara. MetaloglobusSteaua Locația echipelor din București. | Unirea              |
| Capacitate: 8.500         | BucureștiTimișoaraAstraConcordiaBrașovCsíkszeredaBrăilaDejDunăreaBuzăuHermannstadtPoli IașiPetrolulSloboziaȘelimbărViitorulUniversitateaFC Unirea ConstanțaEchipele din București: · Metaloglobus · SteauaEchipele din Timișoara: · Politehnica · RipensiaLiga a II-a 2021-2022 (România) PolitehnicaRipensia Locația echipelor din Timișoara. MetaloglobusSteaua Locația echipelor din București. | BucureștiTimișoaraAstraConcordiaBrașovCsíkszeredaBrăilaDejDunăreaBuzăuHermannstadtPoli IașiPetrolulSloboziaȘelimbărViitorulUniversitateaFC Unirea ConstanțaEchipele din București: · Metaloglobus · SteauaEchipele din Timișoara: · Politehnica · RipensiaLiga a II-a 2021-2022 (România) PolitehnicaRipensia Locația echipelor din Timișoara. MetaloglobusSteaua Locația echipelor din București. | Capacitate: 6.000   |
|                           | BucureștiTimișoaraAstraConcordiaBrașovCsíkszeredaBrăilaDejDunăreaBuzăuHermannstadtPoli IașiPetrolulSloboziaȘelimbărViitorulUniversitateaFC Unirea ConstanțaEchipele din București: · Metaloglobus · SteauaEchipele din Timișoara: · Politehnica · RipensiaLiga a II-a 2021-2022 (România) PolitehnicaRipensia Locația echipelor din Timișoara. MetaloglobusSteaua Locația echipelor din București. | BucureștiTimișoaraAstraConcordiaBrașovCsíkszeredaBrăilaDejDunăreaBuzăuHermannstadtPoli IașiPetrolulSloboziaȘelimbărViitorulUniversitateaFC Unirea ConstanțaEchipele din București: · Metaloglobus · SteauaEchipele din Timișoara: · Politehnica · RipensiaLiga a II-a 2021-2022 (România) PolitehnicaRipensia Locația echipelor din Timișoara. MetaloglobusSteaua Locația echipelor din București. |                     |
| Unirea Slobozia           | Concordia Chiajna | Ripensia Timișoara | Hermannstadt        |
| 1 Mai                     | Concordia | Electrica | Municipal           |
| Capacitate: 6.000         | Capacitate: 5.123 | Capacitate: 5.000 | Capacitate: 5.000   |
|                           | | |                     |
| FC Unirea Constanța       | FK Csíkszereda | Metaloglobus București | 1599 Șelimbăr       |
| Sparta                    | Municipal | Metaloglobus | Central             |
| Capacitate: 2.000         | Capacitate: 1.200 | Capacitate: 1.000 | Capacitate: 1.000   |
|                           | | |                     |

### Personal și echipamente
Notă: Steagurile indică echipa națională așa cum a fost definit în regulile de eligibilitate FIFA. Jucătorii și antrenorii pot deține mai mult de o naționalitate non-FIFA.
| Echipă                    | Antrenor           | Căpitan             | Producător de echipamente | Sponsorul de pe tricou                                |
| ------------------------- | ------------------ | ------------------- | ------------------------- | ----------------------------------------------------- |
| Astra Giurgiu             | Florin Stângă      | Dragoș Gheorghe     | Joma                      | Tinmar                                                |
| Brașov                    | Ilie Stan          | Marius Burlacu      | Acerbis                   | Primăria Brașov                                       |
| Buzău                     | Cristian Pustai    | Ciprian Petre       | Givova                    | Superbet                                              |
| Concordia Chiajna         | Claudiu Niculescu  | Andrei Marc         | Joma                      | —                                                     |
| Csíkszereda               | Valentin Suciu     | Attila Csürös       | 2Rule                     | Csíkszereda                                           |
| Dacia Unirea Brăila       | Florentin Petre    | Florin Lungu        | Acerbis                   | CJ Brăila, Al Dahra Agricultural                      |
| Dunărea Călărași          | Marius Milea       | Adrian Bedea        | Joma                      | Consiliul Județean Călărași                           |
| Hermannstadt              | Marius Măldărășanu | Ionuț Stoica        | Joma                      | —                                                     |
| Metaloglobus București    | Nicolae Grigore    | Ovidiu Herea        | Jako                      | —                                                     |
| Petrolul Ploiești         | Nicolae Constantin | Valentin Țicu       | Joma                      | Veolia                                                |
| Politehnica Iași          | Costel Enache      | Ovidiu Mihalache    | Givova                    | Municipiul Iași                                       |
| SSU Politehnica Timișoara | Dorin Toma         | Ioan Mera           | Westiment                 | Unibet                                                |
| Ripensia Timișoara        | Cosmin Petruescu   | Radu Rogac          | Cottontex                 | Almira, La Migdali, ILA                               |
| Steaua București          | Daniel Oprița      | Valentin Bărbulescu | Adidas                    | Get's Bet, Porotherm, International Alexander Holding |
| Șelimbăr                  | Eugen Beza         | Alexandru Curtean   | Joma                      | —                                                     |
| FC Unirea Constanța       | Leonard Strizu     | Mihai Udrea         | Macron                    | —                                                     |
| Unirea Dej                | Dragoș Militaru    | Marius Cătinean     | Joma                      | —                                                     |
| Unirea Slobozia           | Adrian Mihalcea    | Constantin Toma     | Joma                      | Consiliul Județean Ialomița                           |
| Universitatea Cluj        | Erik Lincar        | Costinel Gugu       | Adidas                    | Superbet, De'Longhi, Irum                             |
| Viitorul-Pandurii         | Cristian Lupuț     | Alin Buleică        | Nike                      | Artego, Hotel Brâncuși, Vitalact                      |

### Schimbări manageriale
| Club                      | Antrenor         | Modalitatea de schimbare          | Data plecării      | Poziția în clasament | Înlocuit cu        | Data numirii       |
| ------------------------- | ---------------- | --------------------------------- | ------------------ | -------------------- | ------------------ | ------------------ |
| Universitatea             | Costel Enache    | Comun acord                       | 10 mai 2021        | Presezon             | Erik Lincar        | 11 mai 2021        |
| Petrolul                  | Octavian Grigore | Sfârșitul mandatului ca interimar | 25 mai 2021        | Presezon             | Nicolae Constantin | 26 mai 2021        |
| Metaloglobus              | Gabriel Manu     | Sfârșitul contractului            | 31 mai 2021        | Presezon             | Nicolae Grigore    | 17 iunie 2021      |
| Poli Iași                 | Nicolò Napoli    | Sfârșitul contractului            | 31 mai 2021        | Presezon             | Costel Enache      | 20 iunie 2021      |
| SSU Politehnica Timișoara | Dan Alexa        | Comun acord                       | 17 iunie 2021      | Presezon             | Dorin Toma         | 20 iunie 2021      |
| Hermannstadt              | Eugen Beza       | Comun acord                       | 20 iunie 2021      | Presezon             | Marius Măldărășanu | 21 iunie 2021      |
| 1599 Șelimbăr             | Florin Maxim     | A demisionat                      | 24 iunie 2021      | Presezon             | Eugen Beza         | 28 iunie 2021      |
| Dunărea                   | Cristian Pustai  | Sfârșitul contractului            | 30 iunie 2021      | Presezon             | Mirel Condei       | 1 iulie 2021       |
| Buzău                     | Ilie Stan        | Sfârșitul contractului            | 30 iunie 2021      | Presezon             | Cristian Pustai    | 1 iulie 2021       |
| Brașov                    | Călin Moldovan   | Sfârșitul contractului            | 30 iunie 2021      | Presezon             | Ilie Stan          | 1 iulie 2021       |
| Astra                     | Ionuț Badea      | Sfârșitul contractului            | 30 iunie 2021      | Presezon             | Florin Stângă      | 1 iulie 2021       |
| FC Unirea Constanța       | Ianis Zicu       | Comun acord                       | 17 august 2021     | 19                   | Dumitru Faitaș     | 18 august 2021     |
| Dunărea Călărași          | Mirel Condei     | Comun acord                       | 10 septembrie 2021 | 15                   | Marius Milea       | 10 septembrie 2021 |
| FC Unirea Constanța       | Dumitru Faitaș   | Comun acord                       | 10 septembrie 2021 | 19                   | Leonard Strizu     | 10 septembrie 2021 |

## Sezonul regular
În sezonul regular, echipele au jucat fiecare cu fiecare o singură dată (19 de meciuri pe echipă) pentru ca mai apoi să fie repartizate, pe baza clasamentului, în cea de-a doua fază a competiției, play-off sau play-out.

### Rezultate
| Oaspeți ► Gazde ▼                          | RTM | UDJ | SEL | BRA | STE | AST | PET | CON | HER | UCJ | PTM | BUZ | UCT  | IAS | MET | CSI | VII | DUB | USB | DUN |
| ------------------------------------------ | --- | --- | --- | --- | --- | --- | --- | --- | --- | --- | --- | --- | ---- | --- | --- | --- | --- | --- | --- | --- |
| Ripensia                                   |     | 0–0 |     | 1–1 |     | 2–1 |     | 0–1 |     | 0–3 |     | 0–0 |      | 0–0 |     | 1–2 |     | 1–0 |     | 3–3 |
| Unirea Dej                                 |     |     | 3–0 |     | 2–1 |     | 1–3 |     | 1–1 |     | 2–0 |     | 2–1  |     | 1–0 |     | 1–0 |     | 0–2 | 0–0 |
| 1599 Șelimbăr                              | 0–2 |     |     | 2–1 |     | 1–1 |     | 1–0 |     | 4–2 |     | 2–1 |      | 0–0 |     | 0–3 |     | 3–1 |     | 1–0 |
| FC Brașov                                  |     | 1–0 |     |     | 0–1 |     | 0–4 |     | 1–2 |     | 0–1 |     | 4–2  |     | 0–2 |     | 2–2 |     | 0–6 | 3–1 |
| CSA Steaua București                       | 2–0 |     | 0–0 |     |     | 1–1 |     | 0–0 |     | 0–1 |     | 1–0 |      | 3–1 |     | 1–0 |     | 5–2 |     | 3–0 |
| Astra Giurgiu                              |     | 0–2 |     | 2–0 |     |     | 1–2 |     | 0–5 |     | 0–2 |     | 2–3  |     | 1–2 |     | 1–0 |     | 1–1 | 2–0 |
| Petrolul                                   | 2–0 |     | 3–0 |     | 2–0 |     |     | 1–0 |     | 1–0 |     | 0–0 |      | 2–0 |     | 2–0 |     | 4–0 |     | 4–1 |
| Chiajna                                    |     | 1–0 |     | 2–1 |     | 2–1 |     |     | 0–0 |     | 0–0 |     | 2–0  |     | 2–1 |     | 0–0 |     | 1–1 | 0–0 |
| Hermannstadt                               | 2–2 |     | 3–2 |     | 0–1 |     | 1–0 |     |     | 0–2 |     | 2–1 |      | 2–1 |     | 4–1 |     | 6–0 |     | 6–0 |
| U Cluj                                     |     | 3–1 |     | 1–0 |     | 1–2 |     | 4–0 |     |     | 3–0 |     | 1–0  |     | 2–1 |     | 1–0 |     | 2–0 | 3–0 |
| SSU Politehnica Timișoara                  | 1–3 |     | 1–1 |     | 2–1 |     | 0–3 |     | 1–2 |     |     | 1–1 |      | 0–1 |     | 1–2 |     | 2–0 |     |     |
| FC Buzău                                   |     | 1–0 |     | 1–0 |     | 4–1 |     | 0–1 |     | 0–1 |     |     | 14–0 |     | 4–1 |     | 1–1 |     | 1–1 |     |
| FC Unirea Constanța                        | 0–2 |     | 1–1 |     | 0–5 |     | 2–3 |     | 0–2 |     | 0–2 |     |      | 0–6 |     | 1–2 |     | 3–0 |     |     |
| Politehnica Iași                           |     | 0–0 |     | 1–1 |     | 3–1 |     | 0–1 |     | 2–0 |     | 0–1 |      |     | 0–1 |     | 1–1 |     | 3–1 |     |
| Metaloglobus                               | 0–1 |     | 1–0 |     | 1–3 |     | 1–0 |     | 1–1 |     | 4–1 |     | 1–4  |     |     | 1–3 |     | 2–1 |     |     |
| Csíkszereda                                |     | 2–0 |     | 1–1 |     | 0–1 |     | 0–3 |     | 3–1 |     | 2–3 |      | 3–1 |     |     | 3–1 |     | 0–0 |     |
| Viitorul-Pandurii                          | 0–0 |     | 1–0 |     | 0–2 |     | 0–3 |     | 1–1 |     | 2–1 |     | 2–1  |     | 0–0 |     |     | 1–0 |     |     |
| Dacia U Brăila                             |     | 0–1 |     | 0–0 |     | 1–1 |     | 0–2 |     | 0–3 |     | 0–7 |      | 0–2 |     | 1–5 |     |     | 0–3 |     |
| Unirea Slobozia                            | 1–0 |     | 2–0 |     | 1–1 |     | 0–2 |     | 0–1 |     | 1–0 |     | 2–0  |     | 1–1 |     | 2–0 |     |     |     |
| Dunărea Călărași                           |     |     |     |     |     |     |     |     |     |     | 1–3 | 0–3 | 1–1  | 2–3 | 0–1 | 0–2 | 0–2 | 3–1 | 0–8 |     |
| Câștigă gazdele; Remiză; Câștigă oaspeții. |     |     |     |     |     |     |     |     |     |     |     |     |      |     |     |     |     |     |     |     |

### Clasament
| Loc | Echipă                    | Pct. | MJ | V  | E | Î  | GM | GP | DG  | Calificare             |
| --- | ------------------------- | ---- | -- | -- | - | -- | -- | -- | --- | ---------------------- |
| 1.  | Petrolul                  | 49   | 19 | 16 | 1 | 2  | 41 | 7  | +34 | Calificare în Play-off |
| 2.  | U Cluj                    | 42   | 19 | 14 | 0 | 5  | 34 | 14 | +20 | Calificare în Play-off |
| 3.  | Hermannstadt              | 41   | 19 | 12 | 5 | 2  | 41 | 15 | +26 | Calificare în Play-off |
| 4.  | CSA Steaua București      | 37   | 19 | 11 | 4 | 4  | 31 | 13 | +18 | Calificare în Play-off |
| 5.  | Chiajna                   | 36   | 19 | 10 | 6 | 3  | 18 | 10 | +8  | Calificare în Play-off |
| 6.  | Unirea Slobozia           | 33   | 19 | 9  | 6 | 4  | 33 | 13 | +20 | Calificare în Play-off |
| 7.  | Csíkszereda               | 33   | 19 | 10 | 3 | 6  | 32 | 23 | +9  | Calificare în Grupa A  |
| 8.  | FC Buzău                  | 32   | 19 | 9  | 5 | 5  | 43 | 14 | +29 | Calificare în Grupa B  |
| 9.  | Unirea Dej                | 28   | 19 | 8  | 4 | 7  | 17 | 16 | +1  | Calificare în Grupa B  |
| 10. | Metaloglobus              | 28   | 19 | 8  | 4 | 7  | 22 | 23 | −1  | Calificare în Grupa A  |
| 11. | Politehnica Iași          | 25   | 19 | 7  | 4 | 8  | 25 | 21 | +4  | Calificare în Grupa A  |
| 12. | Ripensia                  | 25   | 19 | 6  | 7 | 6  | 18 | 19 | −1  | Calificare în Grupa B  |
| 13. | Viitorul-Pandurii         | 24   | 19 | 6  | 6 | 7  | 16 | 20 | −4  | Calificare în Grupa B  |
| 14. | 1599 Șelimbăr             | 23   | 19 | 6  | 5 | 8  | 18 | 26 | −8  | Calificare în Grupa A  |
| 15. | SSU Politehnica Timișoara | 21   | 19 | 6  | 3 | 10 | 19 | 27 | −8  | Calificare în Grupa A  |
| 16. | FC Brașov                 | 14   | 19 | 3  | 5 | 11 | 16 | 32 | −16 | Calificare în Grupa B  |
| 17. | FC Unirea Constanța       | 11   | 19 | 3  | 2 | 14 | 18 | 54 | −36 | Calificare în Grupa B  |
| 18. | Dunărea Călărași          | 7    | 19 | 1  | 4 | 14 | 12 | 50 | −38 | Calificare în Grupa A  |
| 19. | Dacia U Brăila            | 2    | 19 | 0  | 2 | 17 | 7  | 53 | −46 | Calificare în Grupa A  |
| 20. | Astra Giurgiu             | −1   | 19 | 5  | 4 | 10 | 21 | 32 | −11 | Calificare în Grupa B  |

1. 1 2  Unirea Slobozia în față datorită diferenței de goluri mai mare: +20 la +9
2. 1 2  DEJ 1-0 MET
3. 1 2  Politehnica Iași în față datorită diferenței de goluri mai mare: +4 la -1
4. ↑  Astra Giurgiu a fost depunctată cu 20 de puncte din cauza datoriilor financiare.[31][32]

## Play-off
Primele șase echipe din sezonul regular s-au întâlnit de două ori (10 meciuri pe echipă) pentru a obține promovarea în SuperLiga României 2022-2023. La finalul play-off-ului, primele două clasate au promovat direct în SuperLiga, în timp ce ocupantele locurilor 3 și 4 au disputat un meci de baraj cu locurile 8 și 7 din play-out-ul Superligii.
| Loc                                                                                           | Echipă               | Pct. | MJ | V | E | Î | GM | GP | DG |  | PET | HER | UCJ | STE | CON | USZ |
| --------------------------------------------------------------------------------------------- | -------------------- | ---- | -- | - | - | - | -- | -- | -- |  | --- | --- | --- | --- | --- | --- |
| 1.                                                                                            | Petrolul (C, P)      | 63   | 10 | 3 | 5 | 2 | 9  | 7  | +2 |  | —   | 0–0 | 0–0 | 0–0 | 2–0 | 3–1 |
| 2.                                                                                            | Hermannstadt (P)     | 61   | 10 | 5 | 5 | 0 | 14 | 5  | +9 |  | 1–1 | —   | 0–0 | 0–0 | 2–1 | 2–0 |
| 3.                                                                                            | U Cluj (W, P)        | 57   | 10 | 4 | 3 | 3 | 13 | 9  | +4 |  | 3–1 | 1–2 | —   | 1–0 | 3–1 | 1–2 |
| 4.                                                                                            | CSA Steaua București | 50   | 10 | 3 | 4 | 3 | 10 | 10 | 0  |  | 2–1 | 1–4 | 0–2 | —   | 3–0 | 2–0 |
| 5.                                                                                            | Chiajna (L)          | 44   | 10 | 2 | 2 | 6 | 8  | 17 | −9 |  | 0–1 | 1–3 | 1–0 | 2–2 | —   | 1–0 |
| 6.                                                                                            | Unirea Slobozia      | 41   | 10 | 1 | 5 | 4 | 6  | 12 | −6 |  | 0–0 | 0–0 | 2–2 | 0–0 | 1–1 | —   |
| Legendă: Locurile 1, 2: Promovare în SuperLigă Locurile 3, 5: Baraj de promovare în SuperLigă |                      |      |    |   |   |   |    |    |    |  |     |     |     |     |     |     |

1. ↑  Deși a terminat pe loc ce o califica în barajul de promovare în SuperLigă, Steaua București nu poate juca în el deoarece nu are drept de promovare din cauza formei de organizare a clubului - club de drept public.[34]

## Play-out
Restul de paisprezece echipe din sezonul regular au fost împărțite în două grupe a câte 7 echipe. S-a disputat un singur joc între participante. Din ambele grupe au retrogradat locurile 6 și 7. Cele două formații de pe locul 5 în cele două grupe au jucat un baraj pentru menținerea în Liga a II-a.

### Grupa A
| Loc                                                                                  | Echipă                    | Pct. | MJ | V | E | Î | GM | GP | DG  |  | CSI | MET | SEL | IAS | PTM | DUN | DUB |
| ------------------------------------------------------------------------------------ | ------------------------- | ---- | -- | - | - | - | -- | -- | --- |  | --- | --- | --- | --- | --- | --- | --- |
| 1.                                                                                   | Csíkszereda               | 48   | 6  | 5 | 0 | 1 | 22 | 6  | +16 |  |     |     |     | 1–1 | 3–0 |     | 5–0 |
| 2.                                                                                   | Metaloglobus              | 37   | 6  | 2 | 3 | 1 | 11 | 7  | +4  |  | 1–3 |     | 1–1 | 1–1 |     |     |     |
| 3.                                                                                   | 1599 Șelimbăr             | 37   | 6  | 4 | 2 | 0 | 17 | 4  | +13 |  | 3–2 |     |     | 0–0 |     |     | 6–0 |
| 4.                                                                                   | Politehnica Iași          | 36   | 6  | 3 | 2 | 1 | 7  | 5  | +2  |  |     |     |     |     | 3–1 | 2–0 | 1–0 |
| 5.                                                                                   | SSU Politehnica Timișoara | 28   | 6  | 2 | 1 | 3 | 10 | 11 | −1  |  |     | 3–0 | 1–2 |     |     | 3–0 |     |
| 6.                                                                                   | Dunărea Călărași (R)      | 7    | 6  | 0 | 0 | 6 | 2  | 20 | −18 |  | 2–6 | 0–3 | 0–5 |     |     |     |     |
| 7.                                                                                   | Dacia U Brăila (R)        | 5    | 6  | 1 | 0 | 5 | 4  | 20 | −16 |  |     | 1–4 |     |     | 2–4 | 1–0 |     |
| Legendă: Locul 5: Baraj pentru menținere Locurile 6, 7: Retrogradare în Liga a III-a |                           |      |    |   |   |   |    |    |     |  |     |     |     |     |     |     |     |

1. 1 2  Puncte în sezonul regular. MET: 28 pct.; SEL: 23 pct.
2. ↑  Deși a pierdut barajul de menținere, Politehnica Timișoara nu a retrogradat, deoarece Academica Clinceni nu a participat în sezonul următor de Liga a II-a.

### Grupa B
| Loc                                                                                  | Echipă                  | Pct. | MJ | V | E | Î | GM | GP | DG  |  | BUZ | UDJ | VII | RTM | BRA | UCT | AST |
| ------------------------------------------------------------------------------------ | ----------------------- | ---- | -- | - | - | - | -- | -- | --- |  | --- | --- | --- | --- | --- | --- | --- |
| 1.                                                                                   | FC Buzău                | 44   | 6  | 4 | 0 | 2 | 14 | 10 | +4  |  |     |     | 0–3 |     |     | 4–1 | 5–0 |
| 2.                                                                                   | Unirea Dej              | 43   | 6  | 5 | 0 | 1 | 13 | 4  | +9  |  | 3–0 |     | 1–2 |     |     |     | 1–0 |
| 3.                                                                                   | Viitorul-Pandurii       | 34   | 6  | 3 | 1 | 2 | 15 | 8  | +7  |  |     |     |     | 0–2 | 1–2 | 3–3 |     |
| 4.                                                                                   | Ripensia                | 31   | 6  | 2 | 0 | 4 | 7  | 11 | −4  |  | 0–1 | 1–4 |     |     | 0–3 |     |     |
| 5.                                                                                   | FC Brașov (O)           | 26   | 6  | 4 | 0 | 2 | 17 | 8  | +9  |  | 3–4 | 0–2 |     |     |     |     | 6–1 |
| 6.                                                                                   | FC Unirea Constanța (R) | 18   | 6  | 2 | 1 | 3 | 9  | 14 | −5  |  |     | 1–2 |     | 2–1 | 0–3 |     |     |
| 7.                                                                                   | Astra Giurgiu (R)       | −1   | 6  | 0 | 0 | 6 | 3  | 23 | −20 |  |     |     | 0–6 | 1–3 |     | 1–2 |     |
| Legendă: Locul 5: Baraj pentru menținere Locurile 6, 7: Retrogradare în Liga a III-a |                         |      |    |   |   |   |    |    |     |  |     |     |     |     |     |     |     |

## Barajul de promovare/menținere în SuperLigă
Barajele pentru deciderea ultimelor două echipe din sezonul 2022-2023 al primei ligi naționale se dispută între ocupanta locului 7 din play-out-ul Ligii I și ocupanta locului 5 din Liga a II-a, respectiv ocupanta locului 8 din play-out-ul Ligii I și ocupanta locului 3 din Liga a II-a.
| Echipa 1 | Scor gen.          | Echipa 2 | Tur   | Retur      |
| -------- | ------------------ | -------- | ----- | ---------- |
| Chiajna  | 2 – 2 (1 – 4 l.d.) | Chindia  | 2 – 1 | 0 – 1 d.p. |
| U Cluj   | 3 – 1              | Dinamo   | 2 – 0 | 1 – 1      |

Tur
| Chiajna                    | 2 – 1 | Chindia       |
| -------------------------- | ----- | ------------- |
| Voicu 58' (pen) Pițian 68' |       | 50' Florea⁠(d) |

| U Cluj                                        | 2 – 0 | Dinamo |
| --------------------------------------------- | ----- | ------ |
| Remacle 14' · Fernandes 39' 72' · Boiciuc 83' |       |        |

Retur
| Chindia                                | 1 – 0 (d.p.) | Chiajna                     |
| -------------------------------------- | ------------ | --------------------------- |
| Chamed 90+1'                           |              |                             |
| Iacob · Passaglia · Chunchukov · Celea | 4 – 1        | Soković · Palmeș · Llullaku |

| Dinamo    | 1 – 1 | U Cluj     |
| --------- | ----- | ---------- |
| Morar 19' |       | 17' Tescan |

## Barajul de menținere în Liga a II-a
Barajul pentru deciderea echipei care va rămâne și cea care va retrograda în sezonul viitor de Liga a II-a s-a disputat între ocupantele locului 5 din Grupa A și Grupa B, SSU Politehnica Timișoara și FC Brașov. 
| Echipa 1                  | Scor gen. | Echipa 2  | Tur   | Retur |
| ------------------------- | --------- | --------- | ----- | ----- |
| SSU Politehnica Timișoara | 1 – 3     | FC Brașov | 1 – 2 | 0 – 1 |

| SSU Politehnica Timișoara | 1 – 2 | FC Brașov             |
| ------------------------- | ----- | --------------------- |
| Andrei 6'                 |       | 53' Negrean 67' Piper |

| FC Brașov    | 1 – 0 | SSU Politehnica Timișoara |
| ------------ | ----- | ------------------------- |
| Anghelov 72' |       |                           |